# 船田享二

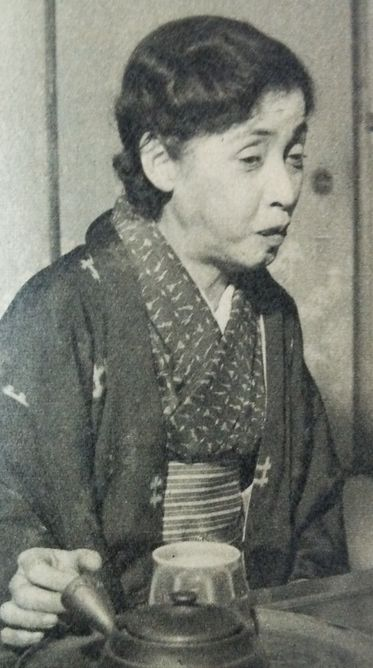
妻・文子（1953年）。多額納税者・竹山淳平の二女。祖父は岡田良一郎、伯父に岡田良平、男爵一木喜徳郎、兄に竹山道雄がいる。

船田 享二（ふなだ きょうじ、1898年〈明治31年〉1月13日 - 1970年〈昭和45年〉3月14日）は、日本の法学者（ローマ法）、教育者、政治家。教育者として作新学院院長。政治家として衆議院議員（当選3回）、行政管理庁長官、賠償庁長官。叙従三位、叙勲一等授瑞宝章。
政治家一家として知られた「船田三兄弟」の次男で、衆議院議長となった船田中は兄、自治大臣や運輸大臣などを歴任した藤枝泉介は実の弟にあたる。また夫人の船田文子は主婦連副会長をつとめた。

## 来歴
1898年1月13日、船田兵吾（作新学院創設者）の次男として、栃木県宇都宮市に生まれる。一高を経て1921年東京帝国大学法学部英法科卒業。1924年から1926年までローマ法研究のためフランス・ドイツ・イタリア・イギリスに留学。1926年京城帝国大学助教授、1928年に同大教授となり、ローマ法を担当する。1943年、「羅馬元首政の起源と本質」で法学博士号を取得。
戦後、公職追放中の兄、船田中の代理として地盤を引き継ぎ、1946年栃木1区から第22回衆議院議員総選挙に立候補し当選する。以後、3回当選。1948年芦田均内閣の行政調査部総裁兼賠償庁長官に就任。兄の追放解除を受けて、政界を引退し学界に戻る。以後は、東京大学・名古屋大学・東京都立大学・武蔵大学・愛知大学・天理大学・東北大学・早稲田大学などの講師や作新学院院長を務めた。
1968年叙勲二等授旭日重光章。1970年3月14日、八丈島において72歳で死去。叙従三位、叙勲一等授瑞宝章。

## 人物
1937年にドイツやオーストリアの著名な法学者が所有していた蔵書を入手し、それを京城帝国大学図書館に納めた。船田の寄贈書は現在のソウル大学校図書館に引き継がれ、世界の法学会においても貴重な資産となっている。
著書に『ローマ法入門』、『羅馬法』（全5巻、昭和45年日本学士院恩賜賞受賞）、『法思想史』、『法律思想史』など。

## 著書
- カントの法律哲学（日本大学 1923年）
- 羅馬法（刀江書院 1930年）
- 羅馬元首政の起源と本質（岩波書店 1936年 京城帝国大学法学会叢刊）
- 羅馬私法提要（有斐閣 1941年）
- 法律思想史（河出書房 1943年）
- 羅馬法（全5巻 岩波書店 1943年-1944年）
- 法律思想史（愛文館 1946年）
- 法思想史（勁草書房 1953年）
- ローマ法入門（有斐閣 1953年）
- 法思想史入門（宝文館 NHK教養大学 1956年）
- 法思想史の話（勁草書房 1968年）
- 春日遅々（栃木新聞社 1969年）

### 共編著
- 國家の研究 第1（編輯 刀江書院 1934年 京城帝國大學法學會論集）
- 法と政治の研究（尾高朝雄、鵜飼信成共著 御茶の水書房 1949年）

### 翻訳
- メレジユコゥフスキイ『背教者ジュリアノ』（春陽堂 1924年）
- 『カント著作集 第9 法律哲学』（恒藤恭共訳 岩波書店 1933年）
- ガイウス『法学提要』（日本評論社 1943年）